# Anacroneuria caraja
Anacroneuria caraja és una espècie d'insecte plecòpter pertanyent a la família dels pèrlids.

## Descripció
- L'exemplar adult presenta el cap, els palps, els cercs i el pronot blanquinosos, les antenes marrons i les ales anteriors d'un tint groc clar amb la nervadura marró clar.
- Les ales anteriors del mascle fan 10,6 mm de llargària.
- La femella no ha estat encara descrita.[5]

## Hàbitat
En el seu estadi immadur és aquàtic i viu a l'aigua dolça, mentre que com a adult és terrestre i volador.

## Distribució geogràfica
Es troba a Sud-amèrica: Pará (el Brasil).